# 太海フラワーセンター
太海フラワー磯釣りセンター（ふとみフラワーいそづりセンター）は、千葉県鴨川市太海浜67番地に位置している観光施設。かつては植物園と釣り施設があり、花と海と動物の楽園をコンセプトにしていたが、植物園は閉園となり2023年現在は釣り施設のみの営業となっている。
太平洋に近接し、温暖な気候に恵まれている太海の漁村に面する。特に春は観光客が多く訪れ賑わっていた。

## 太海フラワー磯釣りセンター
2020年4月19日に緊急事態宣言発令により休業となったが、2021年10月9日に営業を再開した。

## 太海フラワーセンター(植物園)
江見町町営の施設として1965年10月に開園。2018年12月31日をもって休園（事実上の閉園）。2021年時点で、セントラルハウス、温室棟は老朽化により大変危険な状況となっており、建物周辺は立入禁止となっている。

### 沿革
- 1965年10月 - 開園
- 1974年10月31日 - レストハウス新築工事完成
- 1978年03月29日 - 温室改築工事完成
- 1982年03月20日 - 連続温室工事完成
- 1984年
  - 02月22日 - 天皇・皇后が視察のため来園[5]。
  - 10月 - 常陸宮・同妃が視察のため来園
- 1991年03月 - 立体駐車場 (240台収容) が完成
- 2004年04月 - 市営から民間に移管される

### かつての施設
- 核施設
  - 植物園
- その他
  - 犬猫ランド
  - ペットホテル
  - 犬猫販売
  - 花クラブ
  - ブルームカフェ
  - レストラン

- 営業時間　8時 - 17時　年中無休
- 入館料　大人600円

## 交通
- 太海駅徒歩5分
- 鴨川日東バス 太海フラワーセンター仁右衛門島入口行き　フラワーセンター下車
- 千葉県道247号支線すぐ

## 近隣
- 仁右衛門島
- 太海漁港・浜波太港